# Öveges Enikő
Öveges Enikő (Kiskunfélegyháza, 1968. július 7. – Budapest, 2022. november 29.) magyar nyelvész. Az Eötvös Loránd Tudományegyetem Bölcsészettudományi Kar Angol–Amerikai Intézet Angol Alkalmazott Nyelvészeti Tanszékének habilitált docense. Kutatása az alkalmazott nyelvészetre összpontosított, különös tekintettel az idegennyelv-oktatásra (például: a Közös Európai Referenciakeret vizsgálata).

## Életútja
Nagyapjának testvérbátyja volt Öveges József piarista szerzetes, pap, tanár, fizikus.
Középiskolai tanulmányait a kiskunfélegyházai Móra Ferenc Gimnáziumban végezte, majd a szegedi József Attila Tudományegyetemen szerzett nyelvtanári diplomát 1991-ben. 1991 és 2003 között a Ságvári Endre Gyakorló Gimnázium és Általános Iskolában (mai nevén: SZTE Báthory István Gyakorló Gimnázium és Általános Iskola) tanított.
2014-ben szerzett PhD fokozatot a Pécsi Tudományegyetemen. Disszertációjának témája az Innováció a komplex rendszer keretben volt. Témavezetői pedig Nikolov Mariann és Lugossy Réka voltak.
Tagja volt az Országos Doktori Tanácsnak.
2014-ben kezdett az ELTE Bölcsészettudományi Kar Angol–Amerikai Intézet Angol Alkalmazott Nyelvészeti Tanszékén tanítani tanársegédként, majd 2017-től adjunktusként, majd 2020-tól habilitált egyetemi docensként.
2019-ben az ATV start vendége volt Öveges Enikő.
2019. május 29-én Öveges a Félegyházi Közlönyben számolt be a Széchenyi 2020 Emberi Erőforrások Minisztériuma által támogatott Nyelvtanulással a boldogulásért című projekt sikereiről.
2020. június 26-án habilitációs diplomát szerzett az ELTE Pedagógia és Pszichológia Karán. Az előadás címe: A Közös Európai Referenciakeret szerepe és megvalósulása a hazai nyelvoktatásban.
2020 szeptemberétől 2022-ig az ELTE Angol–Amerikai Intézet Angol Alkalmazott Nyelvészeti Tanszékét vezette.
2022 november 29-én elhunyt.

## Publikációk
Öveges számos magyar és külföldi folyóiratban publikált. Ismertebb társszerzői Csizér Kata és Charles Alderson. 

### Könyvek
- Szabó, M., Csizmazia, S., Iván, Zs., Öveges, E., & Varga, A. (2011). Tanulás Hálózatban. http://dokumentumtar.ofi.hu/index_tanulas_halozatban.html Archiválva 2012. október 4-i dátummal a Wayback Machine-ben
- Öveges: Beszéljünk nyelveket! https://www.libri.hu/konyv/oveges_eniko.beszeljunk-nyelveket.html

### Cikkek
- Alderson, J. C., Nagy, E., & Öveges, E. (2000). English Language Education in Hungary: Examining Hungarian Learners' Achievements in English. British Council Hungary
- Nikolov, M., Ottó, I., & Öveges, E. (2009). A nyelvi előkészítő évfolyam értékelése
- Nikolov, M., Ottó, I., & Öveges, E. (2009). Nyelv és szakma?: Nyelvtanítás és nyelvtanulás a szakképző intézményekben. Oktatásért Közalapítvány
- Öveges, E. (2013). Idegennyelv-oktatás a köznevelésben – változások az új szabályozók tükrében. Modern Nyelvoktatás, 19(3), 16–25.
- Öveges, E., & Csizér, K. (2018). Vizsgálat a köznevelésben folyó idegennyelv-oktatás kereteiről és hatékonyságáról. Kutatási jelentés [Investigation of the context and efficiency of foreign language teaching. Budapest, Hungary: Oktatási Hivatal